# Altenstadt, Neu-Ulm
Altenstadt là một đô thị ở huyện Neu-Ulm bang Bayern thuộc nước Đức.